# Victor Henry (linguiste)
Pour les articles homonymes, voir Victor Henry et Henry.
Victor Henry est un linguiste français, né le 17 août 1850 à Colmar (Alsace) en France et mort à Sceaux le 6 février 1907.

## Biographie
Licencié en Lettres (1880) et docteur en droit (1872), conservateur en chef de la bibliothèque municipale de Lille, il enseigne d'abord l'économie à la faculté de lettres de Lille et « a un poste de professeur d'économie politique, de géographie commerciale et de législation usuelle » à l'Institut industriel du Nord (École centrale de Lille) de 1872,, à 1888, tout en préparant une thèse de linguistique. 
Le 22 mai 1883, il soutient ses deux thèses de doctorat ès lettres à la Faculté de Paris. La première, en français, traite de l'analogie en général et particulièrement des formations analogiques de la langue grecque. La deuxième, en latin, s'intéresse à ce que pensait l'écrivain Varron de l'origine et de la nature de la parole humaine.
Sa thèse en français est couronnée par le Prix Volney , ce qui lui vaut un poste d'assistant en Philologie Classique à Douai, avant d'entamer une carrière parisienne,. À partir de 1888, il succède à Abel Bergaigne à la chaire de sanscrit et grammaire comparée de la Faculté des Lettres de Paris (Sorbonne) qu'il partage d'abord avec Sylvain Lévi, puis qu'il occupe seul à partir de 1894.
Il est enterré au cimetière de Sceaux.

## Œuvres
- De la possession prétorienne, 1872, thèse de doctorat en droit.
- Étude sur l'analogie en général et sur les formations analogiques de la langue grecque, 1883, thèse de doctorat ès lettres.
- De Sermonis humani origine et natura M. Terentius Varro quid senserit, 1883, thèse de doctorat ès lettres.
- Contribution à l'étude des origines du décasyllabe romain, 1886.
- Précis de grammaire comparée du grec et du latin, 1888
- Manuel pour étudier le sanscrit védique (avec Abel Bergaigne), 1890
- Précis de grammaire comparée de l'anglais et de l'allemand, 1893
- Antinomies linguistiques, 1896
- Lexique étymologique du breton moderne, 1900[14]
- Le Dialecte alaman de Colmar
- Le Langage martien (1901)
- Éléments de sanscrit classique (1902)
- Précis de grammaire pâlie (1904)
- Les Littératures de l’Inde : sanscrit, pâli, prâcrit, 1904
- La Magie dans l'Inde antique, 1904[15]
- Le Parséisme (1905)
- L'Agniṣṭoma (1906)